# هوراس أدولفوس تايلور
هوراس أدولفوس تايلور (بالإنجليزية: Horace Adolphus Taylor)‏ هو مُحرِّر وصحفي ودبلوماسي وسياسي أمريكي، ولد في 1837، وتوفي في 1910. حزبياً، نشط في الحزب الجمهوري. وقد انتخب عضو مجلس ولاية ويسكونسن.